# محاصره فوعه و کفریا
محاصره فوعه و کفریا، محاصره شهرهای فوعه و کفریا با اکثریت جمعیت شیعه و کنترل نیروهای دولتی سوریه در استان ادلب در طول جنگ داخلی سوریه بود. این محاصره با هجوم شورشیان به مرکز این استان در مارس ۲۰۱۵ آغاز شد که منجر به تسخیر ادلب شد. در ۱۸ ژوئیه ۲۰۱۸، نیروهای دولتی محاصره‌شده در فوعه و کفریا با شورشیان تحت رهبری هیئت تحریر شام به توافق رسیدند تا خود و غیرنظامیان از دو شهر خارج شوند.